# 彭震
彭震（1461年—？），字子器，江西饒州府餘干縣人，軍籍，明朝政治人物。

## 生平
江西鄉試第五十七名舉人。弘治九年（1496年）中式丙辰科會試第二百五十名，三甲第一百七十二名進士。

## 家族
曾祖彭與敬；祖父彭仲玘；父彭王釗，母孟氏。慈侍下。弟雲、霽。